# Graciela Cimer
Graciela Cimer (Buenos Aires, Argentina, 21 de enero de 1963 - Buenos Aires, Argentina; 2 de julio de 1989) fue una actriz argentina que vio la fama cuando apenas era una niña gracias a su papel de Etelvina Baldasarre, la alumna rica y malvada de Jacinta Pichimahuida, la maestra que no se olvida en 1974, la tira infantil escrita por Abel Santa Cruz y protagonizada por María de los Ángeles Medrano.

## Biografía
Comenzó desde muy niña en la tira infantil Jacinta Pichimahuida, la maestra que no se olvida en 1974 cuando el personaje de Jacinta era encarnado por María de los Ángeles Medrano y el de Etelvina por ella.
En 1981, fue la hija de Thelma Stefani en Herencia de amor.
Durante la década del ochenta, participó en varias telenovelas en canal 9, entre ellas se destacan: Ese hombre prohibido en 1986, donde interpretó a la orgullosa Luisina Quesada y en donde termina muriendo al dar a luz a su hijo fruto de su amor con el personaje de Marco Estell; y Dos para una mentira donde su personaje fue Natalia Grin, una joven oficinista que ve frustrarse su amor cuando el personaje de Marco Estell (también su pareja en la vida real) decide iniciar una carrera artística. En esta última, el personaje sí tuvo un final feliz.
Su último papel en la pantalla chica fue encarnando a la malvada Bárbara en Pasiones, telenovela protagonizada por Grecia Colmenares y Raúl Taibo, con Gabriela Gili, Oscar Ferreiro, Gilda Lousek, Juan Darthés, Carolina Papaleo, Osvaldo Laport, Fernando Lúpiz, Gloria Carrá y Patricia Etchegoyen.

## Tragedia y fallecimiento
En el año 1989, Cimer se quedó sin trabajo, hecho que atribuía a su participación en la campaña presidencial del expresidente Carlos Menem.
Embarazada de tres meses y sumida en una fuerte depresión, intentó suicidarse con barbitúricos, pero pudo neutralizarse el efecto de la sobredosis.
El domingo 2 de julio de 1989, Graciela Cimer puso fin a su vida arrojándose desde el primer piso de la casa de sus padres en Sarandí, partido de Avellaneda, dónde vivía con el actor Marco Estell.
Luego de su muerte, sobrevino el escándalo entre su padre y su marido, ya que el primero denunciaba a Estell por maltratos hacia su hija, argumentando que la actriz le había confiado que su pareja la maltrataba y la golpeaba.
Sus restos se encuentran en el Cementerio de Avellaneda.

## Filmografía

### Televisión
| Año  | Título                                           | Personaje           |
| ---- | ------------------------------------------------ | ------------------- |
| 1988 | Pasiones                                         | Bárbara Montijo     |
| 1986 | Ese hombre prohibido                             | Luisina Quesada     |
| 1986 | Dos para una mentira                             | Natalia Briner      |
| 1985 | No es un juego vivir                             | Romina              |
| 1984 | Papá y Mamá se quieren casar                     | Mariana             |
| 1983 | Pero Estoy Vivo                                  | Tita                |
| 1981 | Herencia de amor                                 | Loretta             |
| 1981 | Las 24 Horas                                     |                     |
| 1980 | Bianca                                           |                     |
| 1977 | El pícaro rebaño                                 | Miranda Balmaceda   |
| 1977 | Identidad                                        |                     |
| 1976 | Crónica de un gran amor                          | Rocío               |
| 1974 | Martin                                           |                     |
| 1974 | Jacinta Pichimauida, la maestra que no se olvida | Etelvina Baldasarre |

### Cine
| Año  | Título                          |
| ---- | ------------------------------- |
| 1979 | Los Éxitos del Amor             |
| 1977 | Jacinta Pichimahuida se enamora |

### Teatro
| Año  | Título                  |
| ---- | ----------------------- |
| 1987 | Una Noche Peculiar      |
| 1986 | Hay que Casar a Luisito |